# Морикотти, Эррико
Эррико Морикотти (Errico Moricotti, O.Cist., его имя также пишут как Enrico, Arrigo; а фамилию как Moricottus) (?, Викопизано — 1179 год, Рим) — католический церковный деятель XII века. На консистории 1150 года был провозглашен кардиналом-священником с титулом церкви Санти-Нерео-э-Акиллео. Участвовал в выборах папы 1153 (Анастасий IV), 1154 (Адриан IV) и 1159 (Александр III) годов.